# Matador (série de televisão)
Matador é uma série de televisão americana criada por Roberto Orci, Andrew Orci, Dan Dworkin e Jay Beattie. A série registrou a ascensão do popular astro de futebol Tony "Matador" Bravo (Gabriel Luna), conhecido por suas façanhas dentro e fora do campo. Sem o conhecimento do público e de sua família, ele também é um agente secreto habilidoso que realiza missões para um ramo da CIA. A série estreou em 15 de julho de 2014, no recém-lançado canal El Rey Network.
Os produtores executivos são os showrunners Beattie e Dworkin, Roberto Orci, Alex Kurtzman e Heather Kadin, da K/O Paper Products, e Robert Rodriguez, juntamente com os co-fundadores da FactoryMade Ventures e El Rey Network, John Fogelman e Cristina Patwa. Beattie e Dworkin escreveram o primeiro episódio, dirigido por Rodriguez.
Apesar de ter sido renovado originalmente para uma segunda temporada antes da estréia, El Rey cancelou o show, citando uma falta de sucesso internacional.

## Enredo
Nesta série de ação roteirizada, Tony Bravo (Gabriel Luna) é um agente da DEA recrutado pela CIA para se infiltrar no Los Angeles Riot, um time de futebol profissional. A CIA suspeita que o proprietário do motim, Andrés Galan (Alfred Molina), use seus vastos recursos para financiar atividades ilícitas. Durante os testes de equipe, Bravo machuca gravemente um dos jogadores do Riot em um confronto em campo, ganhando inicialmente a ira do proprietário e do time. Quando as filmagens do incidente se tornam virais, ganhando a Bravo o apelido de "Matador", Galan vê potencial de marketing em sua popular nova estrela.

## Produção
As produções de Matador começaram em 3 de abril de 2014.

## Recepção
Matador recebeu críticas favoráveis. No Metacritic, o programa detém uma pontuação de 62 em 100, com base em 10 críticos, indicando críticas "geralmente favoráveis".  No Rotten Tomatoes, o programa detém uma classificação de 67% com base em 12 avaliações, com a leitura de consenso: "Embora instável às vezes, Matador é divertido e bobo em ritmo acelerado, que se beneficia por não se levar muito a sério".